# IC 1240
IC 1240 је ознака објекта на координатама са ректансцензијом 17h 0m 59,7s и деклинацијом + 61° 3" 0'. Открио га је Гијом Бигурдан, 10. септембра 1888. Каснијим посматрањима на том положају није уочен никакав астрономски објекат.